# NGC 4726
NGC 4726 (другое обозначение — PGC 926789) — линзообразная галактика (S0) в созвездии Ворон.
Этот объект входит в число перечисленных в оригинальной редакции «Нового общего каталога».
В галактике вспыхнула сверхновая SN 2012bo типа Ia, её пиковая видимая звездная величина составила 16,4.